# Nuevo Partido de Japón
El Nuevo Partido de Japón (新党日本 Shintō Nippon?) fue un partido político japonés formado el 21 de agosto de 2005 y disuelto en 2015.

## Historia
El líder del partido es el exgobernador de la prefectura de Nagano, Yasuo Tanaka, e incluye a los miembros de la Dieta Kōki Kobayashi (antiguo líder), Takashi Aoyama, Makoto Taki y Hiroyuki Arai, que abandonaron el Partido Liberal Democrático en oposición al proyecto de privatización postal del primer ministro Junichiro Koizumi.
El partido buscaba el apoyo de votantes de áreas urbanas, mientras que el Nuevo Partido del Pueblo, surgido al mismo tiempo por otros rebeldes del PLD, tiene su base en las áreas rurales.
En la elección general de Japón de 2005, solo un miembro, Makoto Taki, fue elegido (con un escaño proporcional de la región de Kinki), mientras que Kobayashi, Aoyama y otros no pudieron ser electos en sus escaños individuales o proporcionales. En julio de 2007, Hiroyuki Arai y Makoto Taki abandonaron el partido.
En la elección de la Cámara de Consejeros de Japón de 2007, Yasuo Tanaka, presidente del partido, fue elegido. Actualmente, es el único miembro del partido que tiene un escaño en la Cámara Alta.